# Brook Glacier
Brook Glacier är en glaciär i Västantarktis, 2 071 meter över havet.
Chile gör anspråk på området.
Terrängen runt Brook Glacier är bergig österut, men västerut är den kuperad.